# Eunidia ochreomarmorata
Eunidia ochreomarmorata là một loài bọ cánh cứng trong họ Cerambycidae.